# Kabinett Nielsen
Das Kabinett Nielsen ist die 27. Regierung Grönlands. Sie wurde nach der Parlamentswahl 2025 gebildet.

## Entstehung und Bestehen
Nach der während der zwischen den USA, Grönland und Dänemark diplomatischen Krise abgehaltenen Wahl gab Wahlsieger Jens Frederik Nielsen an, eine möglichst breite Koalition eingehen zu wollen, um interne Streitigkeiten angesichts des hohen außenpolitischen Drucks durch die USA zu vermeiden. Es wurden daher Koalitionsverhandlungen mit sämtlichen Parteien eingegangen. Am 24. März 2025 wurden die Verhandlungen mit der Naleraq abgebrochen, da die Partei den Beginn der Unabhängigkeitsverhandlungen (nach § 21 des Selvstyrelovens) als Ultimatum forderte. Am 28. März 2025 wurde der Koalitionsvertrag zwischen den übrigen vier Parteien geschlossen und das neue Kabinett vorgestellt. Am 7. April 2025 wurde die Regierung vereidigt.

## Kabinett
| Minister              | Geburtsjahr | Partei | Partei            | Ministerium                                              |
| --------------------- | ----------- | ------ | ----------------- | -------------------------------------------------------- |
| Jens Frederik Nielsen | 1991        |        | Demokraatit       | Regierungschef                                           |
| Peter Borg            | 1980        |        | Demokraatit       | Fischerei, Jagd und Selbstversorgung                     |
| Aqqaluaq B. Egede     | 1981        |        | Inuit Ataqatigiit | Wohnungswesen und Infrastruktur                          |
| Múte B. Egede         | 1987        |        | Inuit Ataqatigiit | Finanzen und Steuern                                     |
| Vivian Motzfeldt      | 1972        |        | Siumut            | Äußeres und Forschung                                    |
| Naaja H. Nathanielsen | 1975        |        | Inuit Ataqatigiit | Erwerb, Handel, Rohstoffe, Justiz und Gleichberechtigung |
| Nivi Olsen            | 1985        |        | Demokraatit       | Bildung, Kultur, Sport und Kirche                        |
| Bentiaraq Ottosen     | 1994        |        | Atassut           | Soziales, Inneres und Arbeitsmarkt                       |
| Maasi Pedersen        | 1984        |        | Inuit Ataqatigiit | Kinder, Jugendliche, Familie                             |
| Anna Wangenheim       | 1982        |        | Demokraatit       | Gesundheit und Behinderte                                |